# Ekonomist-SGSEU Saratów
Ekonomist-SGSEU Saratów (ros. Экономист-СГСЭУ) – rosyjski klub szachowy z siedzibą w Saratowie, dwukrotny zdobywca Pucharu Europy.

## Historia
Klub szachowy przy Saratowskim Państwowym Uniwersytecie Społeczno-Ekonomicznym powstał w 2001 roku. W latach 2003 i 2005 drużyna zdobyła uniwersyteckie mistrzostwo Rosji. W 2004 roku klub wygrał Wysszają ligę i awansował do Priemjer-Ligi. W inauguracyjnym sezonie zespół zajął szóste miejsce w mistrzostwach kraju, a w 2006 roku był ósmy. W sezonie 2007 klub został sklasyfikowany na czwartej pozycji w Priemjer-Lidze. W tym samym roku Ekonomist-SGSEU zadebiutował w Pucharze Europy. Po zwycięstwach z Türk Hava Yolları SK, OpusCapita Tampere, Zalaegerszegi Csuti SK, NSEL30 Wilno i Alkaloidem Skopje oraz porażkach z Tomsk-400 i Magikiem Mérida rosyjski klub zajął szóste miejsce w turnieju. W 2008 roku zespół zdobył wicemistrzostwo Rosji, ulegając jedynie Urałowi Jekaterynburg. W tym samym roku w Priemjer-Lidze zadebiutowały rezerwy Ekonomista, które jednak spadły z ligi. Natomiast rozgrywki Pucharu Europy ukończył na piątym miejscu. Sezon 2009 Ekonomist-SGSEU ukończył na czwartym miejscu w krajowych rozgrywkach. W Pucharze Europy natomiast klub wygrał wszystkie siedem meczów (z Margirisem Kowno, HMC Calder, 1. Novoborským ŠK, Beer Sheva Chess Club, Miką Erywań, Alkaloidem Skopje i Ashdod-Illit City Club) i wygrał trofeum. Kadrę drużyny stanowili wówczas Jewgienij Aleksiejew, Pawło Eljanow, Jewgienij Tomaszewski, Bu Xiangzhi, Ni Hua, Ołeksandr Moisejenko, Dmitrij Andriejkin i Michael Roiz. W 2010 roku pierwszy zespół ukończył rozgrywki Priemjer-Ligi na trzecim miejscu (za SzSM-64 Moskwa i SPBSzF Petersburg), a drugi – na dziewiątym. W Pucharze Europy klub odniósł zwycięstwa nad LSG, SG Solingen, Ashdod City Club, SzSM-64 Moskwa, SOCAR-Azerbaijan i Miką Erywań, ponadto zremisował z Jugrą Chanty-Mansyjsk, dzięki czemu obronił trofeum. W 2011 roku zespół zajął piąte miejsce w krajowej lidze oraz czwarte w Pucharze Europy. Kolejny rok klub zakończył na czwartym miejscu zarówno w Priemjer-Lidze, jak i Pucharze Europy. W 2013 roku Ekonomist-SGSEU został sklasyfikowany na piątym miejscu w lidze. W kolejnym sezonie klub nie przystąpił do rozgrywek.
Ekonomist-SGSEU wystawiał również drużynę kobiecą. W sezonach 2006–2009 zespół był uczestnikiem rozgrywek o Puchar Europy, trzykrotnie (2006, 2008, 2009) uzyskując czwarte, a raz (2007) – szóste miejsce. W latach 2010–2011 klub zajmował trzecią pozycję w rosyjskiej lidze. Zawodniczkami klubu były m.in. Dronavalli Harika, Olga Iljuszyna, Baira Kowanowa, Marija Kursowa, Anna Muzyczuk, Elisabeth Pähtz, Natalja Pogonina, Anna Szarewicz, Anna Uszenina, Irina Wasiljewicz i Zhao Xue.

## Arcymistrzowie w historii klubu
- Jewgienij Aleksiejew[30]
- Dmitrij Andriejkin[31]
- Bu Xiangzhi[11]
- Ildar Chajrullin[32]
- Siergiej Djaczkow[33]
- Pawło Eljanow[33]
- Aleksandr Gałkin[30]
- Aleksiej Iljuszyn[33]
- Wasyl Iwanczuk[34]
- Aleksandr Jewdokimow[35]
- Aleksiej Korniew[36]
- Aleksandr Kowczan[35]
- Igor Łysyj[37]
- Ołeksandr Moisejenko[33]
- Aleksandr Moroziewicz[38]
- Ni Hua[32]
- Jan Niepomniaszczi[39]
- Stanisław Nowikow[40]
- Michael Roiz[36]
- Jewgienij Szaposznikow[33]
- Siergiej Tiwiakow[30]
- Jewgienij Tomaszewski[33]
- Giennadij Tunik[33]
- Maxime Vachier-Lagrave[31]
- Wang Yue[41]
- Andrij Wołokitin[34]
- Zhao Xue[29]